# He Zhuoqiang
He Zhuoqiang, född 12 januari 1967, är en kinesisk före detta tyngdlyftare.
Han blev olympisk bronsmedaljör i 52-kilosklassen i tyngdlyftning vid sommarspelen 1988 i Seoul.